# Çataksu
Çataksu ist ein Dorf (Köy) im Landkreis Pertek der türkischen Provinz Tunceli. Im Jahr 2011 lebten in Çataksu 65 Menschen.